# Augustinos Kapodistrias
El conde Augustinos Kapodistrias (en griego: Αυγουστίνος Καποδίστριας) (1778 - 1857) fue un soldado y político griego.
Era el hermano menor de Ioannis Kapodistrias, el primer gobernador de la Grecia independiente. Después del asesinato de su hermano el 9 de octubre de 1831, Augustinos tomó su puesto como gobernador del país. Durante sus seis meses de gobierno, el país cayó en la inestabilidad política y la anarquía.
- Datos: Q471297
- Multimedia: Augustinos Kapodistrias / Q471297